# Bíró Ildikó
Borbély Györgyné Bíró Ildikó (Miskolc, 1955. június 23. – ) magyar népművelő, politikus, országgyűlési képviselő.

## Életpályája

### Iskolái
Iskoláit Miskolcon végezte el. 1973-ban érettségizett. A Magyar Képzőművészeti Főiskolára nem vették fel. 2000-ben diplomázott a Berzsenyi Dániel Főiskola népművelés szakán. 2002 és 2006 között elvégezte a Pázmány Péter Katolikus Egyetem Bölcsészettudományi Karának kommunikáció szakát is, levelező tagozaton.

### Pályafutása
1973–1975 között az egészségügyben és az akkori Lenin Kohászati Művek Ergonómia Osztályán dolgozott asszisztensként. 1975-ben Budapestre költözött. Színházaknál dolgozott mint súgó és rendezőasszisztens. 1997-től Budakeszin él, ahol népművelő. 2004-től a Polgárok Háza kulturális igazgatója. 2017-től a Magyar Sportlövők Szövetségének versenyzője. 2018-tól a Duna Palota ügyvezetője.

### Politikai pályafutása
2002-től a Fidesz tagja. 2003-tól a Fidesz elnökének koordinátora. 2006–2010 között országgyűlési képviselő (Budapest). 2006–2010 között az Emberi jogi, kisebbségi, civil- és vallásügyi bizottság tagja volt. 2007-től a Polgári körök koordinátora. 2007–2010 között "A nők és férfiak társadalmi esélyegyenlősége" albizottság tagja volt.

## Díjai
- A Magyar Érdemrend tisztikeresztje (2020)
- Bessenyei György-díj (NKÖM) (2021)[5]